# Couvent de la Providence

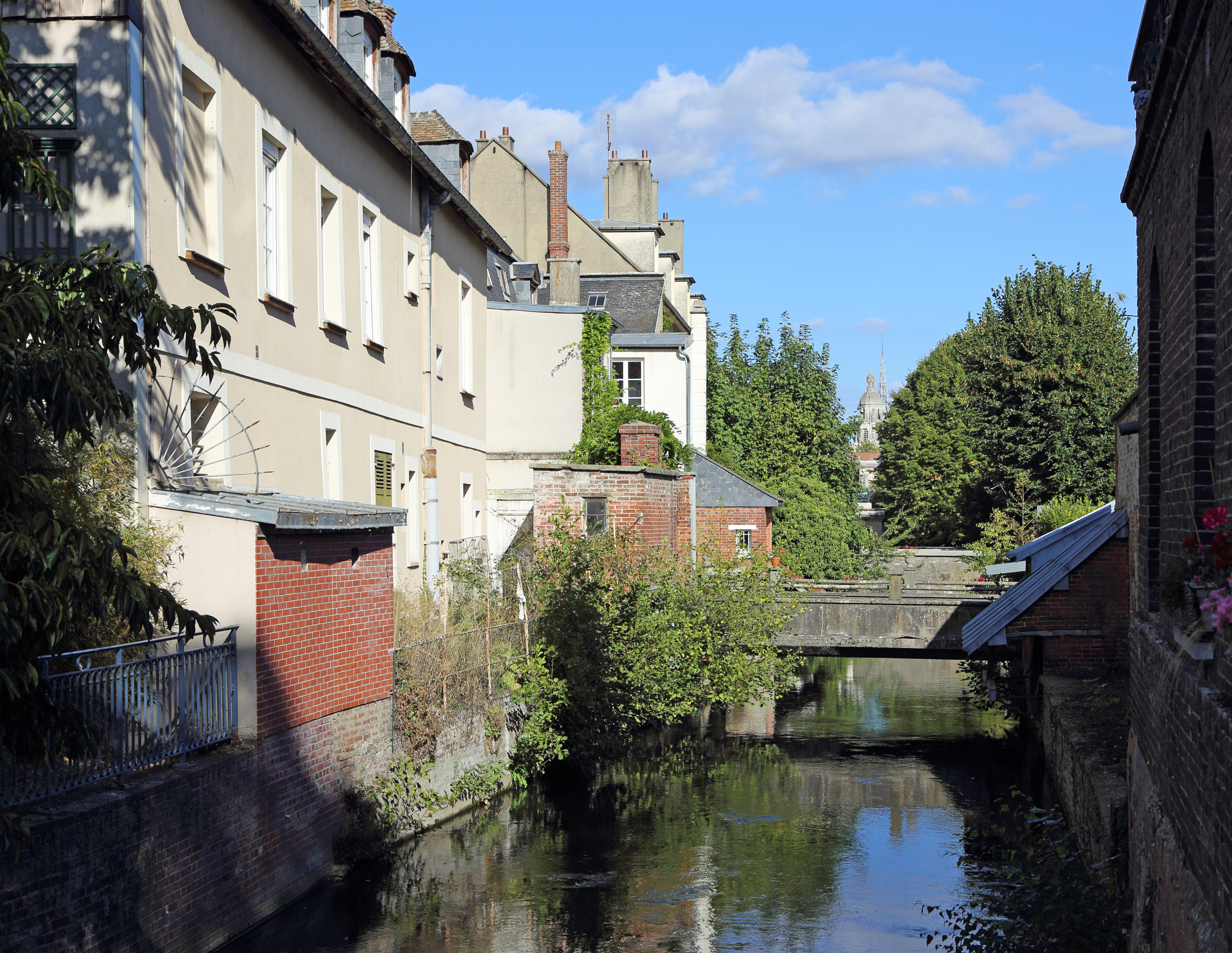
Couvent de la Providence d’Évreux vu des lavoirs de l’Iton à proximité de la place Saint-Taurin

Le couvent de la Providence est le vestige à Évreux dans le département de l’Eure en Normandie d'une ancienne abbaye catholique de tradition bénédictine, dépendant au Moyen Âge des moines de Fécamp.

## Ses fonctions
Le couvent fut profondément remanié au XIXe siècle pour accueillir l’école hors contrat d’Évreux et un couvent lié à cette dernière appartient à la congrégation des sœurs de la Providence. En 2010 dans la cour ou plus précisément le cloitre fut construit un Ehpad pour personnes âgées dépendantes,.

## Son histoire mouvementée
Son histoire est mouvementée : elle fut tour à tour sous la décennie révolutionnaire de 1789 à 1799 caserne, salpêtrière (usine pour fabriquer du salpêtre). L'armée resta dans ces lieux de 1810 à 1940, date à laquelle le couvent fut récupéré par les sœurs de la Providence. Avant la révolution de 1789 le couvent de la providence d'Évreux fut œuvre financée par les drapiers d'Évreux tout comme Louviers la ville voisine d’Évreux. Cette tradition drapière contribua à l’éclosion de bon nombre d’œuvres religieuses et caritatives.